# Kasimir und Karoline (1959)
Kasimir und Karoline ist eine deutsche Fernseh-Verfilmung des gleichnamigen Theaterstücks von Ödön von Horváth. Das Stück thematisiert, wie die prekären Lebensumstände in der Zeit der Weltwirtschaftskrise sich auf die Lebensperspektiven junger Menschen und deren Liebesbeziehungen auswirkten.

## Handlung
München, 1931: Kasimir und Karoline sind verlobt und spazieren zusammen übers Oktoberfest. Kasimir ist jedoch schlecht gelaunt, da er am Vortag seine Stelle als Chauffeur verloren hat und nun ohne Einkommen ist. Er wirft Karoline vor, sie würde deshalb Zweifel an der Beziehung bekommen. Sie weist das zurück, beide geraten in Streit und gehen zunächst getrennt weiter. An einem Eisstand wird Karoline von dem Zuschneider Eugen Schürzinger angesprochen. Er flirtet mit ihr und begleitet sie bei einer Achterbahnfahrt, was Kasimir eifersüchtig macht. Dieser hat inzwischen einen Freund getroffen, den Kleinkriminellen Franz Merkl, und dessen Freundin Erna. Franz will Kasimir zu einem Kampf gegen Schürzinger aufstacheln, dieser ist jedoch immer missmutiger und verlässt das Fest.
Karoline wird von zwei älteren Herren angesprochen, dem Kommerzienrat Rauch und dem Richter Speer. Beide haben ihr Vergnügen am Umgang mit der jungen, aufgeschlossenen Karoline, und bemühen sich, sie betrunken zu machen. Rauch ist der Chef von Eugen, und so muss dieser sich bei seinen Annäherungsversuchen erstmal zurückhalten. Kasimir kehrt zum Fest zurück, um sich bei Karoline zu entschuldigen. Für eine Versöhnung ist es jedoch zu spät, denn Karoline zieht mit den älteren Herren weiter und gibt offen zu, dass sie sich von ihnen mehr sozialen Aufstieg verspricht, als Kasimir ihr bieten kann.
Kasimir betrinkt sich mit Franz und Erna, wobei er sein letztes Geld loswird. Franz will ihn überreden, bei irgendwelchen kriminellen Aktionen mitzumachen, er lehnt dies aber ab und wird dabei von Erna in Schutz genommen. Auch die älteren Herren betrinken sich mit Karoline immer mehr. Rauch will den Nebenbuhler Eugen loswerden und dieser lässt sich für sein Verschwinden mit einer Beförderung bezahlen. Rauch will Karoline in seinem Auto nach Altötting mitnehmen und auf dem Parkplatz treffen die beiden auf Kasimir und Erna, die dort Schmiere stehen, während Franz Wertgegenstände aus den Autos stiehlt. Kasimir und Karoline verabschieden sich für immer, eine Versöhnung scheint ausgeschlossen.
Der betrunkene Rauch erleidet am Steuer einen Schwächeanfall und Karoline muss durch einen Tritt auf die Bremse beider Leben retten. Als er in der Sanitätsstation zu sich kommt, will er trotzdem nichts mehr von ihr wissen und weist sie unwirsch zurück. Sie erfährt, dass Rauchs Freund, der Richter Speer, inzwischen in eine Schlägerei geraten ist, bei der ihm der Kiefer gebrochen wurde.
Auf dem Parkplatz ist Franz inzwischen auf frischer Tat von der Polizei festgenommen worden. Erna erwartet, dass er wegen seiner Vorstrafen eine längere Zuchthausstrafe bekommen wird und sie ihn nicht wieder sieht. Sie und Kasimir sind sich inzwischen nähergekommen und stellen fest, wie viel sie gemeinsam haben – während Karoline und Eugen ebenfalls zueinanderfinden.

## Produktion
Der Film ist eine Produktion des Bayerischen Rundfunks und wurde am 24. September 1959 zum ersten Mal ausgestrahlt.

## Rezeption
„Als Oktoberfest-Ballade, von Drehorgelmusik untermalt, entfaltete sich das Volksstück vor einer Szenerie, die dem Regisseur wie auch dem Szenenbildner alle Ehre macht. Das Stück selbst [...] bekennt sich zur pessimistischen Ansicht, dass unser Leben aus einer Kette von Missverständnissen besteht, die der Autor bühnenwirksam und herb und sparsam im Dialog aneinanderreiht. [...] Schauspielerisch bot die Münchner Inszenierung großartige Momente, die sich nicht allein in den Leistungen von Ruth Drexel, Hans Clarin und Bum Krüger erschöpfte.“